# Эшету Вендиму
Эшету Вендиму — эфиопский легкоатлет, который специализируется в марафоне. Занял 13-е место на чемпионате мира по полумарафону 2008 года. На чемпионате мира 2011 года в Тэгу финишировал на 12-м месте.
Победитель 20-километрового пробега 20 van Alphen 2007 года с рекордом трассы — 56.51.

## Достижения
Полумарафон
- 2009:  Полумарафон Дели — 1:00.02

Марафон
- 2009:  Дубайский марафон — 2:08.41
- 2010:  Дубайский марафон — 2:06.46
- 2011:  Дубайский марафон — 2:08.54
- 2011:  Парижский марафон — 2:07.32